# Halo 3
Halo 3 je střílečka z pohledu první osoby vyvinutá společností Bungie. Byla určena pro herní konzole Xbox 360. V USA byla hra vydána 25. září 2007 a v EU o den později. Dne 11. listopadu 2014 vyšla hra znovu, a to v rámci kolekce Halo: The Master Chief Collection pro Xbox One; 14. července 2020 vyšla kolekce i na Windows.

## Děj
Hra je třetím dílem FPS série, která vypráví příběh Master Chiefa a jeho společnice, androidky Cortany. Děj hry navazuje těsně po skončení Halo 2, kde Master Chief (hlavní postava, za kterou se hraje) míří k zemi ve Forerunnerské vesmírné lodi, aby ochránil planetu zemi před útokem mimozemšťanů (Covenant) a také před nebezpečnou parazitickou hrozbou známou jako Flood. Master Chief ztroskotá na zemi někde v deštném pralese, kde už na něj čekají mariňáci společně se Sgt. Johnsonem.

## Galerie

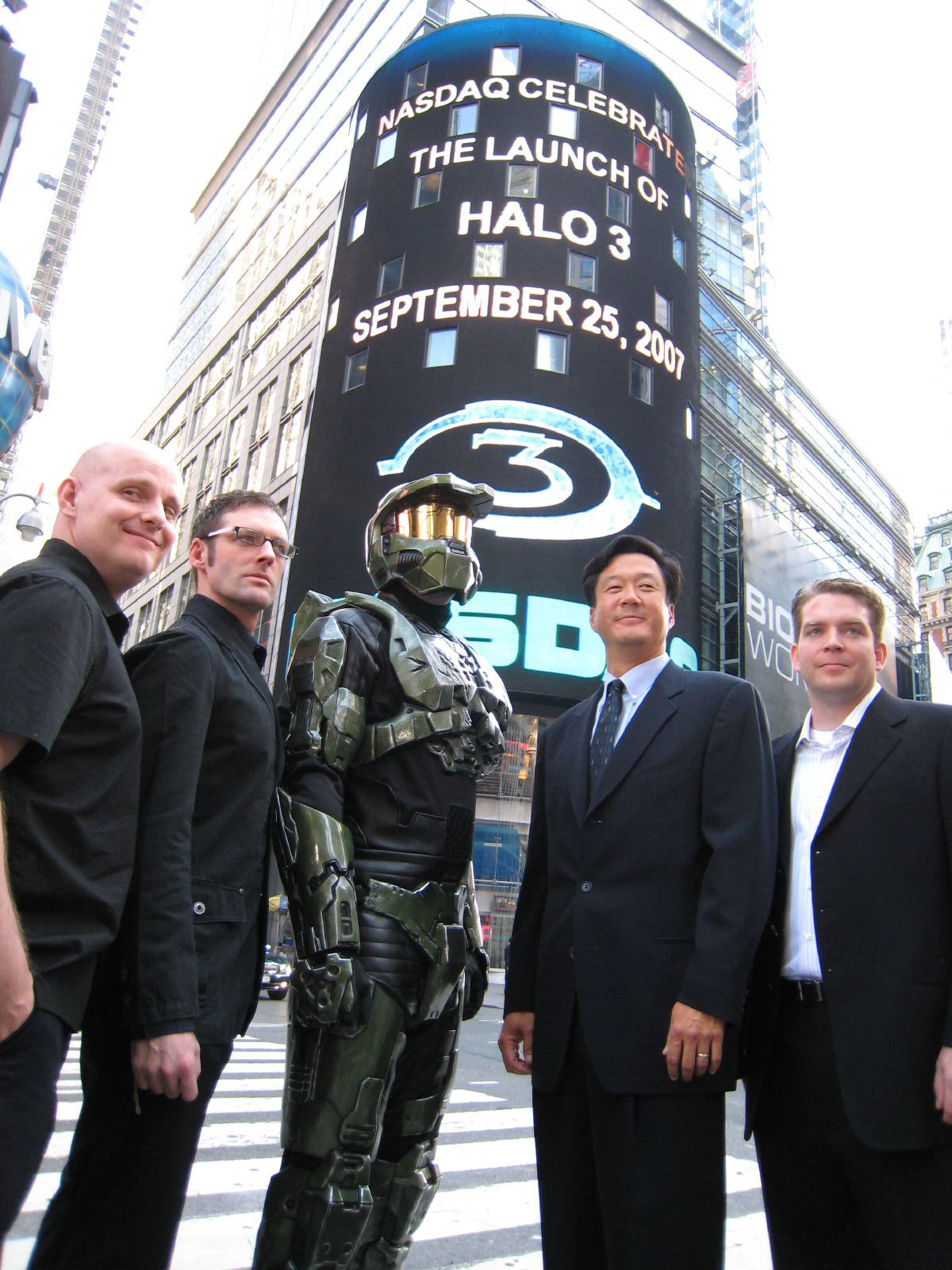
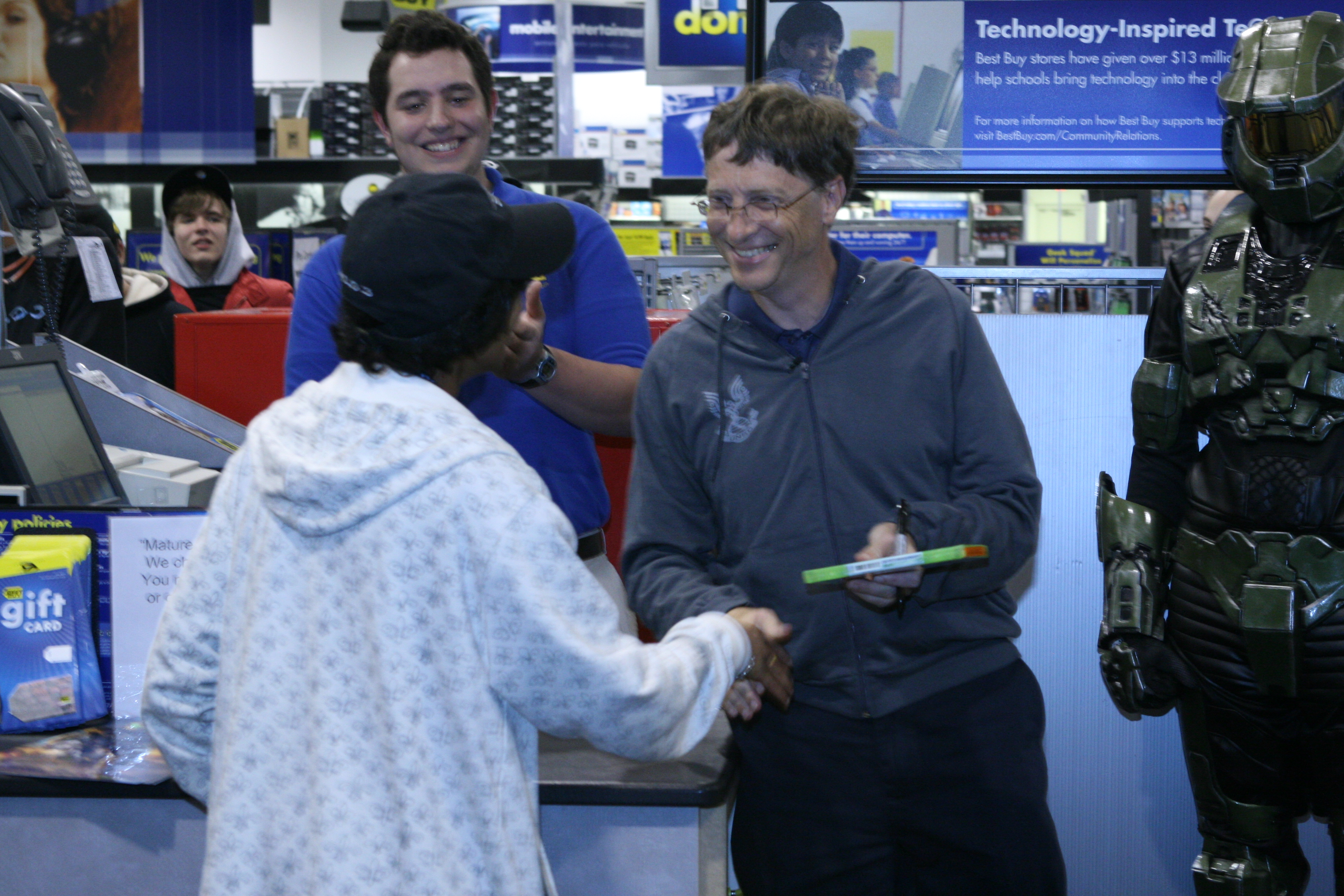
Bill Gates na dni vydání Halo 3